# Championnat de France de hockey sur glace 1925-1926
Saison précédente Saison suivante
La saison 1925-1926 est la 12e saison du championnat de France de hockey sur glace.
Le palmarès de cette saison a longtemps été contesté : longtemps, cette saison a vu officiellement une victoire de Chamonix. Toutefois, la fédération français a finalement suivi le travail de certains historiens du sport qui affirment que cette année le titre est en fait remporté par le Club des Sports d'Hiver de Paris, par une victoire 1-0 contre Chamonix. 